# Ruslan Ramazanow
Ruslan Ramazanow (* 10. Februar 1987) ist ein ehemaliger turkmenischer Gewichtheber.

## Karriere
Ramazanow nahm 2005 an den Weltmeisterschaften teil und belegte den 20. Platz in der Klasse bis 85 kg. Bei den Asienspielen 2006 wurde er Zehnter. Zehnter war er auch bei den Asienmeisterschaften 2008, nun in der Klasse bis 94 kg. Bei den Asienmeisterschaften 2009 erreichte er den achten Platz. Bei den Weltmeisterschaften im selben Jahr wurde er 16. 2010 war er bei den Asienspielen Zehnter im Reißen, im Stoßen gelang ihm jedoch kein gültiger Versuch. Bei den Weltmeisterschaften 2010 startete er in der Klasse bis 105 kg. Allerdings wurde er bei der Dopingkontrolle positiv auf Nandrolon getestet und für zwei Jahre gesperrt.